# Kleszczewo-Osada
Kleszczewo-Osada – osada w Polsce położona w województwie warmińsko-mazurskim, w powiecie giżyckim, w gminie Miłki.
W latach 1975–1998 miejscowość administracyjnie należała do województwa suwalskiego.